# Граф Эгремонт
Граф Эгремонт (англ. Earl of Egremont) — угасший наследственный дворянский титул в системе Пэрства Великобритании, существовавший в 1749—1845 годах.

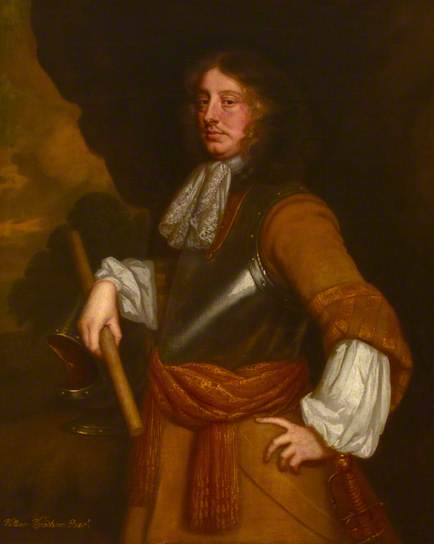
Уиндем, Уильям, 1-й баронет

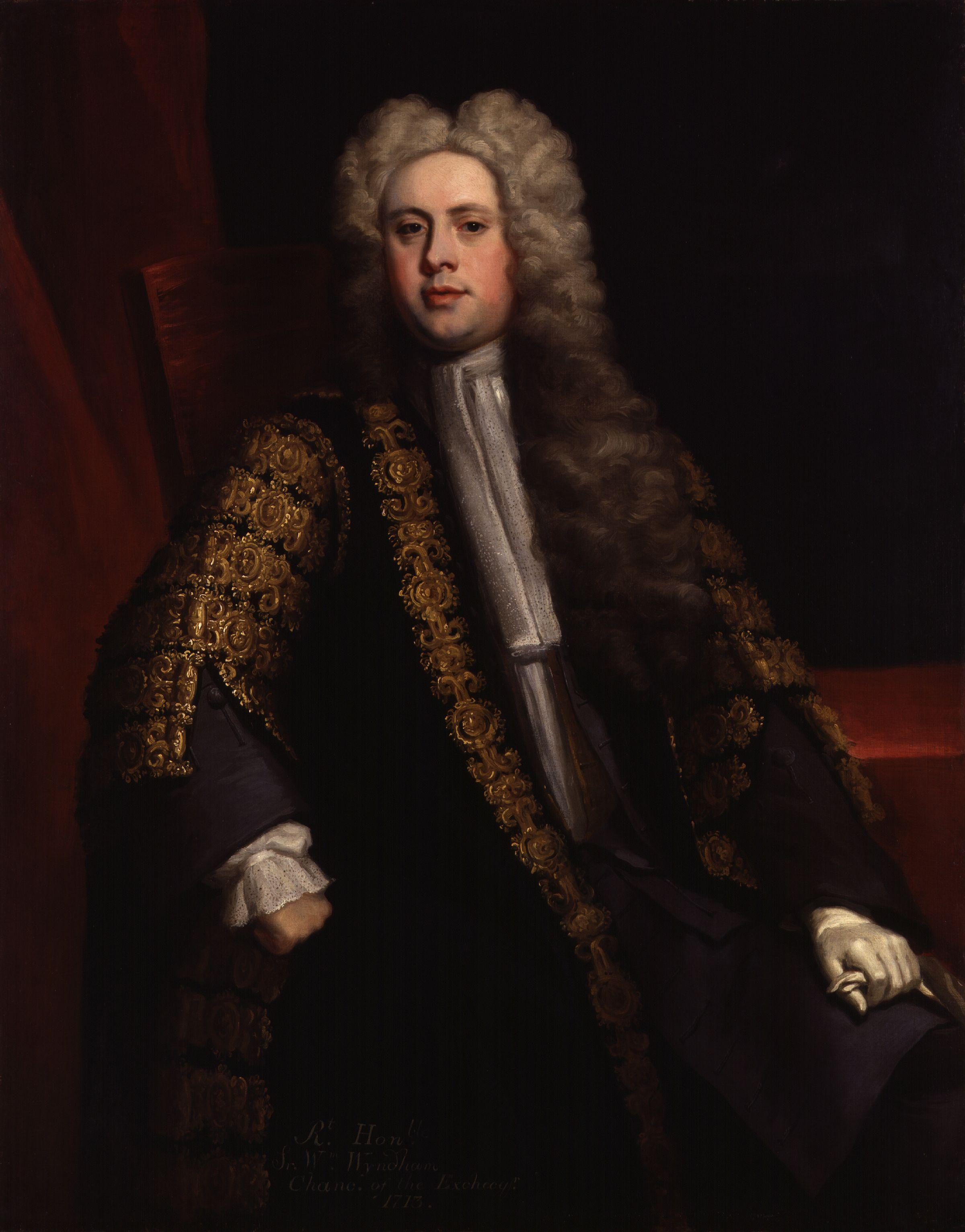
Уиндем, Уильям, 3-й баронет

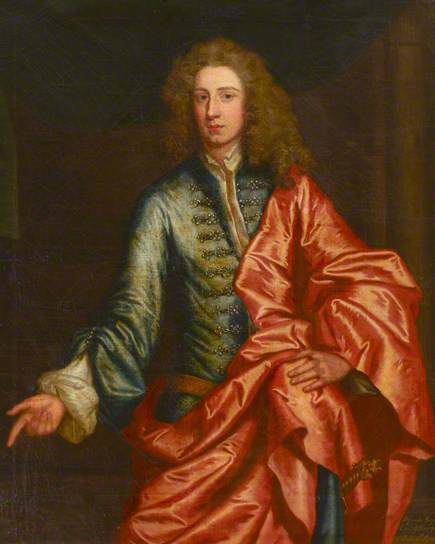
Элджернон Сеймур, 7-й герцог Сомерсет, 1-й граф Эгремонт

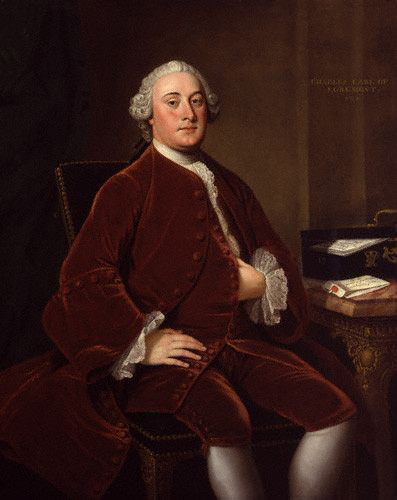
Чарльз Уиндем, 2-й граф Эгремонт

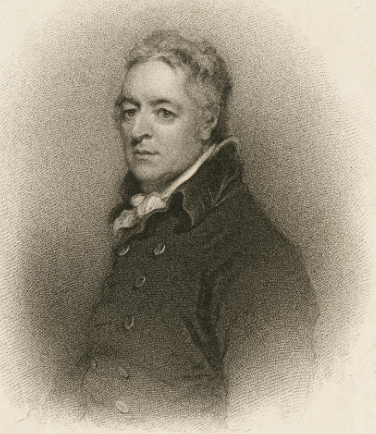
Уиндем, Джордж, 3-й граф Эгремонт

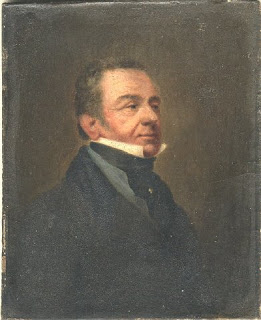
Уиндем, Джордж, 4-й граф Эгремонт

## История
Титул графа Эгремонта был создан 3 октября 1749 года вместе с дочерним титулом барона Кокермута в графстве Камберленд для Элджернона Сеймура, 7-го герцога Сомерсета (1684—1750), с правом наследования для его племянников, сэра Чарльза Уиндема, 4-го баронета из Орчард Уиндема и Перси Уиндема О’Брайена (1723—1774). Элджернон Сеймур заседал в Палате общин от Мальборо (1705—1707, 1707—1708) и Нортумберленда (1708—1722), занимал должности губернатора Минорки (1737—1742) и Гернси (1742—1750), а также служил лордом-лейтенантом Суссекса (1706—1750). Герцог Сомерсет ранее унаследовал поместья дома Перси, в том числе земли Эгремонт в Камберленде от своей матери леди Элизабет Перси, дочери и наследницы Джоселина Перси, 11-го графа Нортумберленда. В 1750 году после смерти своего дяди сэр Чарльз Уиндем унаследовал титул 2-го графа Эгремонта. Его младший брат Перси О’Брайен Уиндем был создан граф Томонд в 1756 году.
Титул баронета Уиндема из Орчард Уиндема в графстве Сомерсет (Баронетство Англии) был создан 9 декабря 1661 года для Уильяма Уиндема (1632—1683), который представлял в Палате общин Сомерсет (1656—1658) и Тонтон (1659, 1660—1679). Его сын, сэр Эдвард Уиндем, 2-й баронет (1667—1695), представленная Илчестер в Палате общин (1685—1687, 1689—1690, 1690—1695). Его преемником стал его единственный сын, сэр Уильям Уиндем, 3-й баронет (1687—1740), видный политик. Он заседал в парламенте от Сомерсета (1710—1740), занимал должности смотрителя охотничих собак (1711—1712) и канцлера казначейства (1713—1714). Он женился на леди Кэтрин Сеймур, дочери Чарльза Сеймура, 6-го герцога Сомерсета. Его старший сын, сэр Чарльз Уиндем, 4-й баронет (1710—1763), в 1750 году стал 2-м графом Эгремонтом. Он заседал в Палате общин от Бриджуотера (1735—1741), Апплби (1742—1747) и Тонтона (1747—1750), занимал должности государственного секретаря Южного департамента (1761—1763), лорда-лейтенанта Камберленда (1751—1759) и лорда-лейтенанта Суссекса (1763).
Старший сын и преемник 2-го графа Эгремонта, Джордж Уиндем, 3-й граф Эгремонт (1751—1837), был известен как меценат. Он также спонсировал Эмиграционную схему Петуорта, в ходе которой тысячи рабочих с юга Англии были переселены в Верхнюю Канаду в 1832—1837 годах. После его смерти титул унаследовал его племянник, Джордж Уиндем, 4-й граф Эгремонт (1785—1845). Когда он умер в 1845 году, титулы барона Кокермута и графа Эгремонта угасли. Поместья семьи Уиндем, в том числе Петуорт-хаус в Суссексе, перешли во владение к полковнику Джорджу Уиндему (1787—1869). Он был старшим внебрачным сыном и наследником третьего графа Эгремонта. В 1859 году он был возведен в звание пэра как барон Ликонфилд. Кроме того, 27 ноября 1963 года праправнук последнего, Джон Эдвард Реджинальд Уиндем (1920—1972), получил титул барона Эгремонта из Петуорта в графстве Суссекс. В 1967 году он стал преемником своего отца в качестве шестого барона Ликонфилда.
Другим известным членом семьи Уиндем был Томас Уиндем, 1-й барон Уиндем (1681—1745), лорд-канцлер Ирландии (1726—1739). Он был сыном полковника Джона Уиндема и внуком судьи сэра Уэдэма Уиндема (1609—1668), дяди сэра Уильяма Уиндема, 1-го баронета из Орчард Уиндема.

## Баронеты Уиндем из Орчард Уиндема (1661)
Основная статья: Баронеты Уиндем
- 1661—1683: Сэр Уильям Уиндем, 1-й баронет[англ.] (ок. 1632 — 29 октября 1683), старший сын Джона Уиндема (ум. 1649), второго сына сэра Джона Уиндема[англ.] (1558—1645)[1];
- 1683—1695: Сэр Эдвард Уиндем, 2-й баронет[англ.] (ок. 1667 — 29 июня 1695), старший сын предыдущего[2];
- 1695—1740: Сэр Уильям Уиндем, 3-й баронет[англ.] (1687 — 17 июля 1740), сын предыдущего[3];
- 1740—1763: Сэр Чарльз Уиндхэм, 4-й баронет (19 августа 1710 — 21 августа 1763), старший сын предыдущего, граф Эгремонт с 1750 года[4].

## Графы Эгремонт (1749)
- 1749—1750: Генерал Элджернон Сеймур, 7-й герцог Сомерсет, 1-й граф Эгремонт (11 ноября 1684 — 7 февраля 1750), единственный сын Чарльза Сеймура, 4-го герцога Сомерсета (1662—1748) и его первой жены леди Элизабет Перси (1667—1722)[5];
- 1750—1763: Чарльз Уиндем, 2-й граф Эгремонт (19 августа 1710 — 21 августа 1763), старший сын сэра Уильяма Уиндема, 3-го баронета (1687—1740), племянник предыдущего[4];
- 1763—1837: Джордж Уиндем, 3-й граф Эгремонт[англ.] (18 декабря 1751 — 11 ноября 1837), старший сын предыдущего[6];
- 1837—1845: Джордж Уиндем, 4-й граф Эгремонт[англ.] (30 августа 1785 — 2 апреля 1845), старший сын Уильяма Фредерика Уиндема (1763—1828), младшего сына Чарльза Уиндема, 2-го графа Эгремонта (1710—1763)[7].